# Matilde de Schaumburg-Lippe
La princesa Matilde de Schaumburg-Lippe (11 de septiembre de 1818 - 14 de agosto de 1891) fue un miembro de las casas de Schaumburg-Lippe, por nacimiento, y de  Wurtemberg, por matrimonio.

## Biografía
Fue hija de Jorge Guillermo, príncipe soberano de Schaumburg-Lippe y su esposa, Ida de Waldeck-Pyrmont. Tuvo ocho hermanos, de los cuales solo cinco llegaron a la edad adulta:
- Adolfo Jorge (1817-1893), sucesor de su padre como príncipe reinante de Schaumburg-Lippe, casado con la princesa Herminia de Waldeck-Pyrmont.
- Adelaida Cristina (1821-1899), casada con Federico de Schleswig-Holstein-Sonderburg-Glücksburg.
- Ida (1824-1894), soltera.
- Guillermo (1834-1906) fundador de la rama conocida como de Náchod, casado con la princesa Batilde de Anhalt-Dessau.
- Isabel (1841-1926) casada con el príncipe Guillermo de Hanau.

En 1843 contrajo matrimonio con el duque Eugenio de Wurtemberg, miembro de la rama conocida como de Carlsruhe, por poseer un castillo y propiedades en esa localidad situada en el reino de Prusia y actualmente en Polonia.
Quedó viuda en 1875. En 1878 pasó una enfermedad en la que fue atendida por el doctor Melchor Willim. Este último trabó conocimiento con Paulina, la hija de Matilde y se convertiría en su yerno, tras haber renunciado esta a su rango de princesa. Murió en 1891.

## Matrimonio e hijos
De su matrimonio con el duque Eugenio de Wurtemberg tuvo tres hijos:
- Guillermina (1844-1892), casada con su tío el duque Nicolás de Wurtemberg (1833-1903).
- Eugenio (1846-1877), casado con la gran duquesa Vera Constantínovna de Rusia (1854-1912).
- Paulina (1854-1914), casada morganáticamente con el doctor Melchor Willim.

### Individuales
1. ↑  «Schaumburg Lippischer Kalender: 1873». Schaumburg Lippischer Kalender (en alemán) (Bückeburg): [16]. 1873.
2. 1 2  Reino de Wurtemberg. «Hof- und Staats-Handbuch des Königreichs Württemberg: 1869». Hof- und Staats-Handbuch des Königreichs Württemberg (en alemán): 6.
3. ↑  Triest, Felix (1865). Topographisches Handbuch von Oberschlesien. Im Auftrage der Königlichen Regierung und nach amtlichen Quellen (en alemán). Korn. p. 120. Consultado el 14 de diciembre de 2022.